# SOKO Leipzig/Staffel 9
Die neunte Staffel der deutschen Krimiserie SOKO Leipzig feierte ihre Premiere am 3. Oktober 2008 auf dem Sender ZDF. Das Finale wurde am 5. Juni 2009 gesendet.
Die Episoden der Staffel wurden auf dem freitäglichen 21:15-Uhr-Sendeplatz erstausgestrahlt.
Erneut wurden, wie auch schon in der fünften Staffel, mit Istanbul Connection und Verloren in Afrika zwei Episoden in Spielfilmlänge (90 Minuten, anstatt der üblichen 45 Minuten Länge einer Episode) produziert. In beiden Episoden ermittelt das Team der SOKO außerhalb des deutschen Staatsgebietes. Während in der Episode Istanbul Connection die türkische Stadt Istanbul neben Leipzig Schauplatz ist, wird in der Episode Verloren in Afrika in Namibia ermittelt.

## Darsteller
| Rollenname                                      | Schauspieler             |
| ----------------------------------------------- | ------------------------ |
| Kriminalhauptkommissar Hans-Joachim Trautzschke | Andreas Schmidt-Schaller |
| Kriminaloberkommissar Jan Maybach               | Marco Girnth             |
| Kriminaloberkommissarin Ina Zimmermann          | Melanie Marschke         |
| Kriminalkommissar Patrick Diego Grimm           | Tyron Ricketts           |
| Staatsanwalt Dr. Werner Kruse                   | Simon Böer               |
| Rechtsmedizinerin Dr. Kathrin Conradi           | Margrit Sartorius        |
| Rechtsmedizinerin Prof. Dr. Sabine Rossi        | Anna Stieblich           |

## Episoden
| Nr. (ges.) | Nr. (St.) | Originaltitel                 | Erstausstrahlung D | Regie              | Drehbuch                                              | Zuschauer | Prod. code |
| --- | --------- | ----------------------------- | ------------------ | ------------------ | ----------------------------------------------------- | --------- | ---------- |
| 124 | 1         | Istanbul Connection (90 min.) | 3. Okt. 2008       | Axel Barth         | Roland Heep, Frank Koopmann                           | 3,59 Mio. | 147/148    |
| Kriminaloberkommissarin Ina Zimmermann und ihr neuer Freund Faruq Arat besuchen in Leipzig eine Hochzeit, auf welcher Bräutigam Erdogan Cimsir und seine Braut erschossen werden. Die Kommissarin verfolgt die Täter und wird angeschossen. Ihre Kollegen beginnen mit den Ermittlungen und stoßen auf einige mysteriöse Dinge, an denen auch der Freund ihrer Kollegin beteiligt zu sein scheint. Als Ina Zimmermann von den Verdächtigen ihrer Kollegen gegenüber ihrem Freund erfährt, ist sie entsetzt und begleitet ihn auf einen Geschäftsreise in die türkische Metropole Istanbul. Sie überlegt, mit ihm und seiner Familie ein neues Leben in der Türkei zu beginnen. Derweil laufen die Ermittlungen in Leipzig weiter, doch die SOKO wird von BND-Major Olaf Jordan aufgefordert, die Ermittlungen einzustellen. Das Team entschließt sich, weiter zu ermitteln, und kommt hinter ein dunkles Geheimnis, welches ihre Kollegin in Gefahr bringt. Die Ermittler Kriminalhauptkommissar Trautzschke, Kriminaloberkommissar Maybach und Kriminalkommissar Grimm reisen nach Istanbul, um ihre Kollegin zu retten, und finden heraus, dass auch der Bundesnachrichtendienst ein unsauberes Spiel zu spielen scheint. Gastdarsteller: Erdal Yıldız als Faruq Arat, August Zirner als Major Jordan, Adrian Can als Burhan Öser, Suzan Anbeh als Eva Thomalla, Erden Alkan als Azial, Sinan Al Kuri als Hüseyin Altintop, Orhan Ozaydin als Mahmoud Arat, Sema Poyraz als Lale Arat |           |                               |                    |                    |                                                       |           |            |
| 125 | 2         | Emanuela – Teil 1             | 10. Okt. 2008      | Michel Bielawa     | Roland Heep, Frank Koopmann                           | 3,54 Mio. | 131        |
| Emanuela, die Urlaubsbekanntschaft von Kriminaloberkommissar Maybach aus der Dominikanischen Republik, steht in Leipzig vor seiner Tür und bitte ihn um Hilfe. Sie hat seit Wochen nichts mehr von ihrer Freundin Maria, die in Deutschland lebt, gehört. Bei den Ermittlungen stoßen die Kommissare auf die Leiche der jungen Frau. Die Freunde Sven Weltersbach, Axel Strasser, Jochen Gerlach und der Ehemann der rücken ins Visier der Ermittlungen, doch die SOKO entdeckt ein dunkles Geheimnis. Gastdarsteller: Sharlene Taulé als Emanuela, Helmut Zhuber als Peter Kestert, Andreas Herder als Axel Strasser, Michael Roll als Sven Weltersbach, Iris Böhm als Gabriele Weltersbach, Sven Pippig als Jochen Gerlach |           |                               |                    |                    |                                                       |           |            |
| 126 | 3         | Emanuela – Teil 2             | 17. Okt. 2008      | Michel Bielawa     | Roland Heep, Frank Koopmann, Eva Zahn, Volker A. Zahn | 4,76 Mio. | 132        |
| Der Fall schien schon gelöst, doch die SOKO-Ermittler finden heraus, dass jemand die Beweise gegen ihren Tatverdächtigen Axel Strasser manipuliert haben muss. Doch als Strasser wieder auf freien Fuß gesetzt werden soll, hat er sich schon erhängt und die Ermittlung müssen den Fall komplett neu aufrollen. Währenddessen kommen sich Kriminaloberkommissar Maybach und Emanuela körperlich näher. Gastdarsteller: Sharlene Taulé als Emanuela, Helmut Zhuber als Peter Kestert, Michael Roll als Sven Weltersbach, Iris Böhm als Gabriele Weltersbach, Charlotte Crome als Ruth Strasser, Max Wächter als Alexander Weltersbach, Maria Dragus als Clarissa Weltersbach |           |                               |                    |                    |                                                       |           |            |
| 127 | 4         | Gier                          | 24. Okt. 2008      | Michel Bielawa     | Heike Rübbert                                         | 4,65 Mio. | 133        |
| Eva Thein, Ehefrau des Eventmanagers Klaus Thein, wurde brutal ermordet. Alles deutet auf einen Raubmord hin, doch den Ermittlern kommen die Umstände des Todes von Eva Thein und Beziehungen in ihrem Umfeld merkwürdig vor. Das Opfer scheint eine Affäre gehabt zu haben und auch ihr Ehemann scheint mit der Kulturdezernentin Alexa Scholz eine Beziehung gehabt zu haben. Gastdarsteller: Simon Licht als Klaus Thein, Steffen Schroeder als Marco Loos, René Hofschneider als Dr. Vorbach, Maren Gilzer als Eva Thein, Astrid Meyerfeldt als Alexa Scholz |           |                               |                    |                    |                                                       |           |            |
| 128 | 5         | Bernie                        | 31. Okt. 2008      | Michel Bielawa     | Mike Bäuml                                            | 4,45 Mio. | 130        |
| Als der Stationsarzt einer psychiatrischen Klinik, Dr. Renner, ermordet wird, werden die Ermittler der Leipziger SOKO wieder mit einem alten Fall konfrontiert. Bernie und sein Bruder Jürgen Tomczek geraten unter Verdacht, doch Kriminalhauptkommissar Trautzschke glaubt nicht an die Schuld der beiden und scheint sich in dem Fall zu verrennen. Die Meinung des SOKO-Chefs zum Fall scheint sich zu ändern, als die Ermittlungen plötzlich eine ganz neue Wendung nehmen. Gastdarsteller: Hannes Jaenicke als Jürgen Tomczek, Philipp Danguillier als Bernie Tomczek, Petra Schmidt-Schaller als Ines Trummer, Marie Rönnebeck als Rebecca Munch, Thomas Huber als Dr. Lamberti |           |                               |                    |                    |                                                       |           |            |
| 129 | 6         | Maskenball                    | 7. Nov. 2008       | Patrick Winczewski | Markus Hoffmann                                       | 4,44 Mio. | 128        |
| Ein Mordfall führt die Ermittler der SOKO in die Schwulenszene von Leipzig, dabei geraten sie zwischen die Fronten von türkischen Jugendlichen und Leipziger Homosexuellen. Der Fall zeigt großes Interesse bei den Medien, doch als der türkische Freund der Schwester von Kriminalkommissar Grimm angegriffen wird, scheint die Situation zu eskalieren und die Ermittler müssen schnell handeln und die Täter finden. Gastdarsteller: Marleen Lohse als Julia Grimm, Kai Ivo Baulitz als Ronny Münzer, Jochen Schropp als Justin Hosemann, Christian Gaul als Gunnar Kriegel, Philipp Niedersen als Niko Blume, Navíd Akhavan als Ercan, Khaled Hamid als junger Türke |           |                               |                    |                    |                                                       |           |            |
| 130 | 7         | Zeuge der Anklage             | 14. Nov. 2008      | Michel Bielawa     | Eva Zahn, Volker A. Zahn                              | 4,27 Mio. | 129        |
| Als in Leipzig sowohl ein Richter, eine Anwältin und Kriminalhauptkommissar Trautzschke entführt werden, stößt das Team der SOKO unter Leitung von Kriminaloberkommissar Jan Maybach auf einen alten Fall. Natalie Schneider wurde vor 15 Jahren ermordet, doch der Täter wurde damals wegen mangelnder Beweise freigesprochen und kann nun nicht verurteilt werden, da er gemäß geltender Gesetzeslage die Tat gestehen müsste. Da Kriminalhauptkommissar Trautzschke die damaligen Ermittlungen leitete, scheint er nun als Zeuge in dem vom Vater der Toten inszenierten Prozess auftreten zu müssen. Gastdarsteller: Florian Martens als Kurt Schneider, Christof Wackernagel als Ralf Metzler, Henning Peker als Thomas Lorenz, Axel Buchholz als Jochen Bennert, Bettina Kramer als Karla Weishaus |           |                               |                    |                    |                                                       |           |            |
| 131 | 8         | Callgirl                      | 28. Nov. 2008      | Patrick Winczewski | Hen Hermanns                                          | 4,42 Mio. | 124        |
| Der Düsseldorfer Geschäftsmann Dr. Klaus Müller wird erschossen in einem Leipziger Hotelzimmer aufgefunden. Er scheint eine Affäre mit der attraktiven Caroline Neubert gehabt zu haben. Doch die Ermittler sind sich nicht sicher, ob sie auch die Täterin ist. Gastdarsteller: Julia Brendler als Caroline Neubert, Matthias Deutelmoser als Hanns Neubert, Dominik Bender als Dr. Klaus Müller |           |                               |                    |                    |                                                       |           |            |
| 132 | 9         | Zersprungene Seele            | 5. Dez. 2008       | Michel Bielawa     | Markus Hoffmann                                       | –         | 134        |
| Ein Hund wurde auf bestialische Weise ermordet, der erste Mord in einer Serie, welcher mehrere weitere folgen sollen. Als der 22-jährige David Balthus ins Polizeipräsidium kommt und einen Mord melden möchte, bricht er zusammen. Es scheint eine Verbindung zwischen den Morden zu geben, doch für die Ermittler entstehen immer neue Rätsel. Gastdarsteller: Jacob Matschenz als David Balthus, Peter Kremer als Helmut Balthus, Evelyn Meyka als Frau Gaderian |           |                               |                    |                    |                                                       |           |            |
| 133 | 10        | Der letzte Dreck              | 12. Dez. 2008      | Oren Schmuckler    | Nani Mahlo                                            | 4,62 Mio. | 136        |
| Als die junge Martha Mehringer erstochen aufgefunden wird, scheinen die Täter schnell gefunden, denn am Tatort wollen gerade vier Personen Ordnung schaffen. Doch der Fall wird schwerer als zunächst gedacht, denn die Familie sagt nichts aus. Die Ermittler sind ratlos und müssen einen unkonventionellen Ermittlungsweg gehen. Gastdarsteller: Robert Höller als Friedrich Mehringer, Sabine Kaminski als Martha Mehringer, Peter Prager als Gernot Mehringer, Rita Feldmeier als Gabriele Mehringer, Sönke Möhring als Joe Windisch |           |                               |                    |                    |                                                       |           |            |
| 134 | 11        | Verloren in Afrika (90 min.)  | 9. Jan. 2009       | Axel Barth         | Eva Zahn, Volker A. Zahn                              | 4,16 Mio. | 163/164    |
| Der Vater von Kriminalkommissar Grimm meldet sich nach 30 Jahren wieder bei seinem Sohn, denn er liegt im Sterben. Der Kommissar beschließt, nach Afrika zu reisen, doch die Krankheit war nur ein Vorwand, um den Polizisten nach Afrika zu locken. Sein Vater scheint in kriminelle Machenschaften verstrickt und sein Sohn soll nun als Druckmittel gegen ihn verwendet werden. Zeitgleich scheint es eine Verbindung zwischen der Entführung des Leipziger Kommissars und eines Falles in seiner Heimat geben. Kriminaloberkommissar Maybach reist nach Namibia, um seinen Kollegen zu finden und zu befreien, doch die Lage spitzt sich dramatisch zu. Gastdarsteller: Günther Kaufmann als Antonio, Nina Petri als Martina Baumann, Jonathan Kinsler als Utoni Garneba, Joana Adu-Gyamfi als Salome, Christoph Grunert als Phillip Görlitz, Ibrahima Sanogo als Simon, Judith von Radetzky als Angelika Grimm |           |                               |                    |                    |                                                       |           |            |
| 135 | 12        | Damenwahl                     | 16. Jan. 2009      | Christoph Eichhorn | Axel Hildebrand                                       | 4,60 Mio. | 142        |
| Bei den Ermittlungen zum Mord an dem Geschäftsmann Gerald Kuhn trifft Kriminalkommissar Patrick Grimm seine Jugendliebe Anna wieder und beschließt ihre Unschuld zu beweisen, doch die Beweislage ist erdrückend. Schließlich gesteht sie, zusammen mit ihrer Freundin untreue Männer auszurauben, aber mit dem Mord wollen die beiden Frauen nichts zu tun haben. Der Ermittler glaubt seiner alten Liebe, doch als der Komplize der beiden Frauen verhaftet wird, bricht für den Polizisten eine Welt zusammen. Gastdarsteller: Oona Devi Liebich als Anna Wilke, Mira Bartuschek als Natascha Heller, Cornelius Schwalm als Frank Hermann, Jale Arıkan als Yasemin Schröter, Björn Bugri als Gerald Kuhn |           |                               |                    |                    |                                                       |           |            |
| 136 | 13        | Flucht ins Vergessen          | 23. Jan. 2009      | Michel Bielawa     | Mike Bäuml                                            | 4,70 Mio. | 135        |
| Die junge Julia Schwenke ist verschwunden und die SOKO sucht sie verzweifelt. Als dann der Rentner Felix Urban mit der Tasche des Mädchens gesichtet wird, gerät der Alzheimerkranke ins Visier der Ermittlungen. Doch Kriminalhauptkommissar Trautzschke glaubt nicht an die Schuld von Urban, sondern beäugt das Verhalten seines Sohnes misstrauisch. In dessen Geschichte scheint es ein dunkles Geheimnis zu geben. Gastdarsteller: Hermann Beyer als Felix Urban, Peter Moltzen als Paul Urban, Katrin Schwingel als Petra Schwenke |           |                               |                    |                    |                                                       |           |            |
| 137 | 14        | Leichte Beute                 | 30. Jan. 2009      | Oren Schmuckler    | Mike Bäuml                                            | 5,6 Mio.  | 137        |
| Der Privatdetektiv Kurt Nieß wird erschlagen. Seine Leiche wird hinter einem Esoterikladen gefunden, dessen Betreiber hoch verschuldet ist. Die Ermittler müssen den letzten Fall des Privatdetektives rekonstruieren, um eine Spur zu finden. Doch der Fall soll komplexer werden als das SOKO-Team, das ohne den nach seinem Unfall im Krankenhaus liegenden Kriminaloberkommissar Jan Maybach auskommen muss, zunächst vermutet hat. Gastdarsteller: Cuco Wallraff als Thierry Brenner, Adriana Altaras als Theophila Aue |           |                               |                    |                    |                                                       |           |            |
| 138 | 15        | Privatsache                   | 30. Jan. 2009      | Oren Schmuckler    | Axel Hildebrand, Nani Mahlo                           | 4,52 Mio. | 138        |
| Der Täter eines Raubüberfalls kann gefasst werden, doch den Ermittlern fehlen Zeugenaussagen zum Überführen des vorbestraften Verdächtigen. Ein anonymer Anrufer kann identifiziert werden, doch er verweigert die Aussage. Die Ermittler recherchieren im Umfeld des Zeugen, um ihn zu einer Aussage zu bewegen, doch da stoßen sie auf das Geheimnis ihres Zeugen, welches diesen in Gefahr bringt. Gastdarsteller: Max Gertsch als Helmut Thiel, Jörg Malchow als Mario |           |                               |                    |                    |                                                       |           |            |
| 139 | 16        | Web-Spion                     | 6. Feb. 2009       | Oren Schmuckler    | Hen Hermanns                                          | 4,92 Mio. | 140        |
| Der Internetspezialist Paul Förster wird ermordet aufgefunden. In der Firma, in welcher er seinen letzten Auftrag absolvierte, scheint es Unregelmäßigkeiten zu geben, doch die Mitarbeiter halten zusammen. Kriminaloberkommissarin Ina Zimmermann wird undercover in die Poststelle der Firma eingeschleust, wo sie ein trauriges Geheimnis aufdeckt, welche ihr zunächst als unbedeutend vorkommt, später aber für die Lösung des Falles entscheidend sein soll. Gastdarsteller: Tessa Mittelstaedt als Tanja Weber, Martina Eitner-Acheampong als Doris Altmann, Mike Maas als Paul Förster |           |                               |                    |                    |                                                       |           |            |
| 140 | 17        | Ein neues Leben               | 13. Feb. 2009      | Oren Schmuckler    | Jens Köster, Michael B. Müller                        | 4,66 Mio. | 139        |
| Der Arzt Dr. Daniel Götz wird vergiftet. Mehrere Personen aus seinem Umfeld könnten ein Motiv haben. Es gibt auch Ungereimtheiten in ihren Aussagen, doch den Beamten der SOKO gelingt es nicht, die wahren Beweggründe und den Täter ausfindig zu machen. Die Ehefrau des Opfers rückt bei den weiteren Nachforschungen immer weiter in das Visier der Ermittler, doch als sie befragt werden soll, ist sie mit ihrer Tochter verschwunden. Gastdarsteller: Matthias Henkel als Daniel Goetz, Petra Kleinert als Bettina Goetz, Leonie Krahl als Marie Goetz |           |                               |                    |                    |                                                       |           |            |
| 141 | 18        | Das Erbe                      | 27. Feb. 2009      | Christoph Eichhorn | Eva Zahn, Volker A. Zahn                              | 4,93 Mio. | 141        |
| Ein Bestatter findet bei der toten Rentnerin Herta Kollwitz Spuren von Gewalteinwirkung und alarmiert das Team der SOKO. Diese nimmt die Ermittlungen auf und findet zügig auch Motive im Umfeld der Toten, doch die Familie scheint vollkommen zerrüttet und die Ermittler stehen vor einem Rätsel, denn jeder scheint ein Motiv zu haben. Gastdarsteller: Cornelia Schmaus als Renate Kollwitz, Paul Faßnacht als Harald Kollwitz, Jessica Kosmalla als Katja Kollwitz |           |                               |                    |                    |                                                       |           |            |
| 142 | 19        | Herbststurm                   | 6. März 2009       | Patrick Winczewski | Eva Zahn, Volker A. Zahn                              | 4,74 Mio. | 143        |
| Der Wachmann Rainer Dornfeld wird auf brutale Art und Weise ermordet. Alle Spuren und Beweisen deuten in Richtung einer Tat aus dem kriminellen Milieu. Doch der Kriminalhauptkommissar und SOKO-Chef Hajo Trautzschke glaubt an eine Tatbeteiligung der Schmuckhändlerin Brigitte Kießling, als sich dann auch noch herausstellt, dass ihre Biografie teilweise gefälscht ist, scheint der Fall klar, doch es scheint auch eine Verbindung zur Terrororganisation RAF zu geben. Doch als die Schmuckhändlerin den Anwalt Ralf Wehrmann und Hajo Trautzschke als Geiseln nimmt, droht der Fall aus dem Ruder zu laufen. Gastdarsteller: Robert Giggenbach als Ralf Wehrmann, Tina Engel als Brigitte Kießling, Christian Steyer als Carlo Möritz |           |                               |                    |                    |                                                       |           |            |
| 143 | 20        | Im Fokus                      | 27. März 2009      | Patrick Winczewski | Mike Bäuml                                            | 4,65 Mio. | 145        |
| Kriminaloberkommissar Jan Maybach erfährt von einem Prügelvideo, welches an der Schule seines Sohnes in Umlauf ist, und schaltet seine Kollegen ein. Ella Ohnesorg, die Liebe vom Sohn des Kommissares, Benni Maybach, scheint in den Fall verwickelt zu sein, doch auch Benni Maybach gerät unter Verdacht. Gastdarsteller: Janina Stopper als Ella Ohnesorg |           |                               |                    |                    |                                                       |           |            |
| 144 | 21        | Mordsache Jugendklub          | 20. März 2009      | Patrick Winczewski | Nani Mahlo                                            | 4,30 Mio. | 146        |
| Die Ermittler rollen einen Sexualmord aus dem Jahr 1986 wieder auf. Kriminalhauptkommissar Trautzschke muss in seiner Vergangenheit als DDR-Volkspolizist ermitteln und seinen ehemaligen Chef Hendrik Larsen vernehmen, doch der scheint nicht besonders kooperativ, doch die Ermittler finden heraus, dass der damalige Verdächtige, der sich nach einem Verhör umbrachte, nicht der wahre Täter war. Gastdarsteller: Günter Naumann als Hauptmann Hendrik Larsen, Marek Harloff als Martin Dürkhoff, Ute Springer als Frau Dr. Zenner |           |                               |                    |                    |                                                       |           |            |
| 145 | 22        | Tödliches Landleben           | 13. März 2009      | Patrick Winczewski | Axel Hildebrand                                       | 4,74 Mio. | 144        |
| Helga Kubiki wird von einer Herde Bisons totgetrampelt, doch die Ermittler zweifeln an der Unfalltheorie. Tatsächlich scheint etwas nicht zu stimmen, sodass ein Mordfall immer wahrscheinlicher wird. Und auch das Dorf im Leipziger Umland scheint ein Geheimnis zu haben. Gastdarsteller: Floriane Daniel als Eileen Kubiki, Eckhard Preuß als Mario Hermann, Andreas Hoppe als Tobias Woll |           |                               |                    |                    |                                                       |           |            |
| 146 | 23        | Masernparty                   | 3. Apr. 2009       | Christoph Eichhorn | Martin Frei-Borchers, Karen Thilo                     | 4,98 Mio. | 151        |
| Kriminaloberkommissarin Zimmermann will ihren Sohn bei seinem Kinderarzt gegen Masern impfen lassen, doch der ist ermordet worden. Die Kommissarin muss nun den Job und die Betreuung ihres Sohnes managen, denn der darf wegen der fehlenden Impfung nicht in den Kindergarten. Währenddessen gerät bei den Ermittlungen auch der Vorgänger von Kinderarzt Dr. Fuchs, Dr. Bünninger, ins Visier der Ermittlungen, aber die mysteriöse Methode einer „Masernparty“, bei der Eltern ihre gesunden mit kranken Kinder zusammenbringen, ist verdächtig. Die Kommissarin gerät mit ihrem Sohn mitten in diese Party. Gastdarsteller: Reiner Schöne als Dr. Georg Bünninger, Nadja Engel als Iris Fuchs, Theresa Berlage als Anne Baum |           |                               |                    |                    |                                                       |           |            |
| 147 | 24        | Rein-Raus-Boxer               | 24. Apr. 2009      | Christoph Eichhorn | Axel Hildebrand                                       | 4,02 Mio. | 152        |
| Kriminalhauptkommissar Trautzschke trifft auf der Beerdigung eines alten Freundes seine Jugendfreunde aus dem Boxclub wieder. Doch die Todesursache des soeben Beerdigten verwundert den Ermittler, denn er kann nicht glauben, dass dieser Selbstmord beging, und leitet eine Untersuchung ein. Der Fall wird immer mysteriöser und der SOKO-Chef immer mehr an seine Jugend erinnert, aber er kann nicht glauben, was er und seine Kollegen ans Tageslicht bringen. Letztendlich steigt der Kriminalhauptkommissar sogar selbst in den Boxring, um den Fall zu lösen. Gastdarsteller: Thomas Thieme als Manne Zach, Jaecki Schwarz als Ingo Neumann, Michael Hanemann als Siggi Gerber |           |                               |                    |                    |                                                       |           |            |
| 148 | 25        | Tödlicher Fehler              | 1. Mai 2009        | Christoph Eichhorn | Jens Köster, Michael B. Müller                        | 4,76 Mio. | 149        |
| Die Leiche von Marion Heidt wird in einem Leipziger Park gefunden, doch als die Ermittler auch noch herausfinden, dass der Sohn des Mordopfers vor wenigen Wochen ebenfalls gestorben ist, stehen sie vor einem Rätsel. Thorsten Heidt, der Ex-Mann des Opfers, aber auch der Geschäftsmann Heiner Castell geraten in Verdacht, doch letzteren soll die Verbindung der Familien Castell und Heidt ein Geheimnis offenbaren, welches ein plausibles Tatmotiv darstellt. Gastdarsteller: Michael Lott als Thorsten Heidt, Nina Kronjäger als Juliane Castell, Stephan Schill als Heiner Castell, Sammy Scheuritzel als Fabian Castell |           |                               |                    |                    |                                                       |           |            |
| 149 | 26        | Klarer Kopf                   | 1. Mai 2009        | Michel Bielawa     | Axel Hildebrand                                       | 4,07 Mio. | 157        |
| Der zwölfjährige Niko Braun ist verschwunden. Unter Verdacht gerät sein Nachhilfelehrer, aber auch die Eltern des Jungen scheinen ihm mächtig Druck gemacht haben. Die Ermittler fragen sich, ob der Jungen womöglich freiwillig abgehauen sein könnte. Der Fall gerät vollkommen außer Kontrolle, als die Eltern des Vermissten die Presse einschalten und somit die Arbeit der SOKO torpedieren. Gastdarsteller: Catherine Flemming als Kerstin Braun, Simon Schwarz als Uli Braun, Lennart Betzgen als Nico Braun, Maxim Mehmet als Gero Lehnert |           |                               |                    |                    |                                                       |           |            |
| 150 | 27        | Harte Hand                    | 8. Mai 2009        | Christoph Eichhorn | Axel Hildebrand                                       | 4,16 Mio. | 150        |
| Karsten Geschonnek wird in einer der gehobenen Wohngegenden Leipzigs erstochen. Der Verdacht fällt auf die junge Intensivtäterin Amanda Kling, doch es stellt sich heraus, dass es sich bei der Tat um eine gezielten Mord handelt und die Ermittler vermuten einen anderen Täter. Plötzlich gesteht Amanda den Mord, kann aber wegen ihrer nicht vorhandenen Strafmündigkeit nur in einer geschlossenen Jugendeinrichtung untergebracht werden. Kriminaloberkommissarin Zimmermann kann auf das Mädchen einwirken, aber Amanda weigert sich, ihr Motiv preiszugeben, und flüchtet. Für das Team der SOKO beginnt ein Wettlauf gegen die Zeit. Gastdarsteller: Carolyn Genzkow als Amanda Kling, Thomas Rudnick als Gernot Kling, Dagmar Sachse als Ingrid Kling, Stefan Szász als Michael Glaser |           |                               |                    |                    |                                                       |           |            |
| 151 | 28        | Das Netz                      | 15. Mai 2009       | Christoph Eichhorn | Markus Hoffmann                                       | 4,39 Mio. | 153        |
| Die große Liebe von Kriminalhauptkommissar Trautzschke, Maja Peters, ist entführt worden. Die Entführer, eine kriminelle Organisation um den Unternehmer Mario Salevsky, wollen den SOKO-Chef als ihren Maulwurf bei der Polizei instrumentalisieren, oder Maja Peters wird von ihnen getötet. Seinen Kollegen finden das Verhalten des SOKO-Chefs immer merkwürdiger, denn er muss sich zwischen seiner Liebe und der Moral entscheiden. Gastdarsteller: Jürgen Tarrach als Mario Salevsky, Renée Soutendijk als Maja Peters, Herbert Olschok als Günther Strahl, Niels Bornmann als Sven Wiegand |           |                               |                    |                    |                                                       |           |            |
| 152 | 29        | Aysha                         | 22. Mai 2009       | Michel Bielawa     | Heike Rübbert                                         | 4,5 Mio.  | 155        |
| Nach dem Doppelmord an einen syrischen Ehepaar gerät Aysha, die eigentlich Silke Kern heißt, unter Verdacht. Denn die Toten sind ihr Ehemann und seine Zweitfrau. Doch auch der Sohn der Verdächtigen ist verschwunden und die Ermittler vermuten eine Verbindung. Als die Ermittler der Lösung des Falles näher kommen, decken sie jedoch ein trauriges Familiengeheimnis auf. Gastdarsteller: Eva Herzig als Aysha / Silke Kern, Mehdi Moinzadeh als Yassim al-Saad, Franziska Troegner als Doris Kern, Ernst-Georg Schwill als Heinz Kern, Thomas Dehler als Paul Meier |           |                               |                    |                    |                                                       |           |            |
| 153 | 30        | Spuren lügen nicht            | 29. Mai 2009       | Michel Bielawa     | Jens Köster                                           | 3,59 Mio. | 154        |
| Prof. Grundelach und sein Team einer neuen Einheit der Spurensicherung lösen den Mordfall der Jura-Studentin Valeska Helmer sehr schnell. Doch der SOKO-Chef Trautzschke zweifelt an den Beweisen und als er ein Alibi für die vermeintliche Täterin auftreiben kann, rollen er und sein Team den Fall wieder auf. Als dabei auch Prof. Grundelach ins Visier der Ermittlungen gerät, scheint klar, warum der Mordfall aus Sicht der KTU so schnell und lückenlos gelöst werden konnte. Gastdarsteller: Herbert Feuerstein als Frank Tomanski, Steffen Wink als Prof. Grundelach, Tim Sander als Max Frommelt, Victoria Deutschmann als Marianne Reng |           |                               |                    |                    |                                                       |           |            |
| 154 | 31        | Im Schafspelz                 | 5. Juni 2009       | Michel Bielawa     | Mike Bäuml                                            | 4,99 Mio. | 156        |
| Bei dem Überfall einer Tankstelle wird der vermeintlich Täter Konrad Rabe vom Streifenpolizisten Ralf Decker erschossen. Die Kollegin des Polizisten stärkt seine Aussage, doch den SOKO-Ermittlern kommen immer mehr Zweifel an der Geschichte ihrer Kollegen. Decker, ein Vorbestrafter, scheint zunächst der perfekte Täter, doch es stellt sich heraus, dass seine Resozialisierung geglückt scheint. Die Ermittler stehen von mehreren Rätseln. Gastdarsteller: Ralph Herforth als Ralf Decker, Isabel Tuengerthal als Edith Thierse, Henry Arnold als Konrad Rabe, Karl Fred Müller als Sepp Hofer, Stephanie Gossger als Martha Kovac |           |                               |                    |                    |                                                       |           |            |